# Грбови рејона Омске области
Грбови рејона Омске области обухвата галерију грбова административних јединица руске области — Омске области, са статусом градских округа и рејона, те њихове историјске грбове (уколико их има).
Већина грбова настала је након успостављања Руске Федерације и Омске области, као њеног саставног субјекта.

## Грбови округа и рејона
- Грб града 
 Омска
- 1 — Грб рејона 
 Азовски
- 2 — Грб рејона 
 Бољшереченски
- 3 — Грб рејона 
 Бољшеуковски
- 4 — Грб рејона 
 Горковски
- 5 — Грб рејона 
 Знаменски
- 6 — Грб рејона 
 Исиљкуљски
- 7 — Грб рејона 
 Калачински
- 8 — Грб рејона 
 Колосовски
- 9 — Грб рејона 
 Кормиловски
- 10 — Грб рејона 
 Крутински
- 11 — Грб рејона 
 Љубински
- 12 — Грб рејона 
 Марјановски
- 13 — Грб рејона 
 Москаленски
- 14 — Грб рејона 
 Муромчевски
- 15 — Грб рејона 
 Називајевски
- 16 — Грб рејона 
 Нижњеомски
- 17 — Грб рејона 
 Нововаршавски
- 18 — Грб рејона 
 Одешки
- 19 — Грб рејона 
 Окоњежниковски
- 20 — Грб рејона 
 Омски
- 21 — Грб рејона 
 Павлоградски
- 22 — Грб рејона 
 Полтавски
- 23 — Грб рејона 
 Рускопољански
- 24 — Грб рејона 
 Саргатски
- 25 — Грб рејона 
 Седељниковски
- 26 — Грб рејона 
 Тавричешки
- 27 — Грб рејона 
 Тарски
- 28 — Грб рејона 
 Тевришки
- 29 — Грб рејона 
 Тјукалински
- 30 — Грб рејона 
 Уст Ишимски
- 31 — Грб рејона 
 Черлачки
- 32 — Грб рејона 
 Шербакуљски